# 守口漬

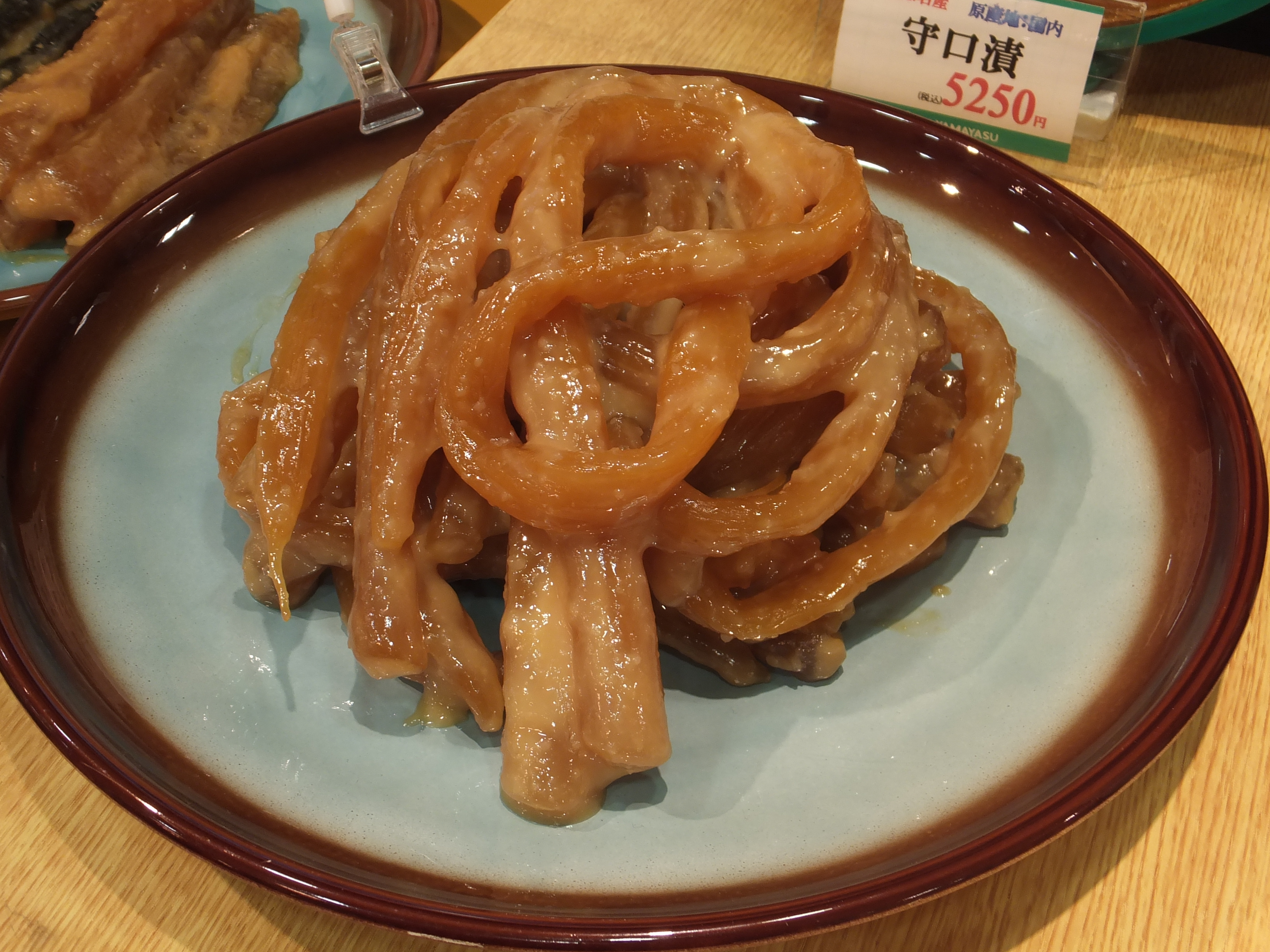
守口漬

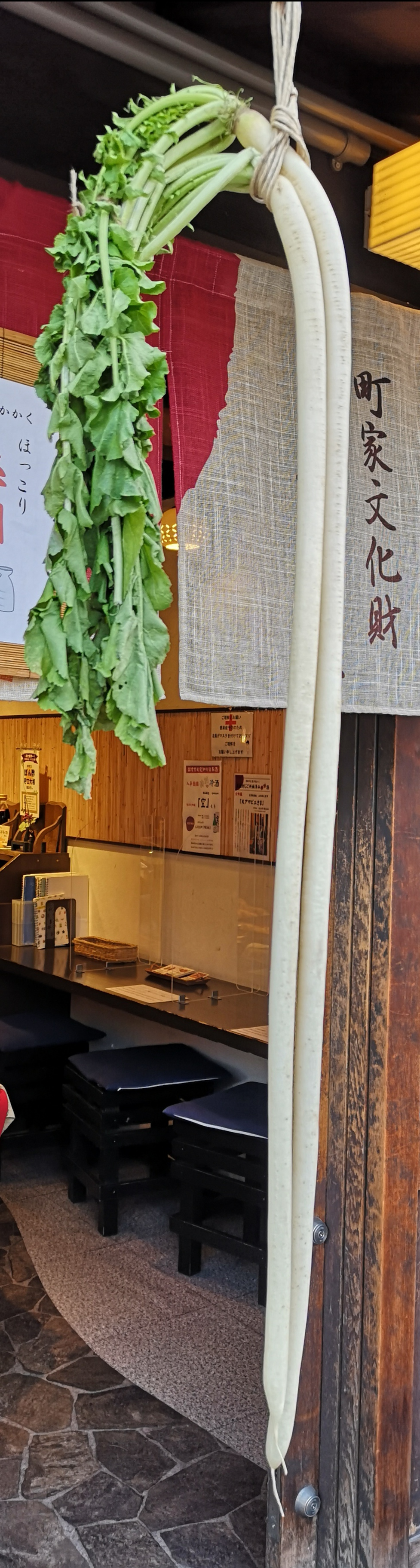
守口大根

守口漬（守口漬け、もりぐちづけ）とは、守口大根を酒粕と味醂粕で漬け込んだ漬物である。中京地域で活躍した実業家・山田才吉が「守口大根味醂粕漬（もりぐちだいこんみりんかすづけ）」を考案。名古屋市中区にあった漬物店「きた福（喜多福）」にて発売し、その略称である「守口漬」が現在は名称として定着している。

## 歴史
山田才吉が1881年（明治14年）に名古屋の若宮神社西隣に漬物・食料品雑貨店「きた福（喜多福）」を開業。才吉は故郷である岐阜から取り寄せた守口大根を塩漬けにした後、酒粕で漬け味醂粕で仕上げるという独特の製法を完成させ、翌1882年（明治15年）に「守口大根味醂粕漬」として売り出した。他にも同じ製法を用い青瓜を使った「青瓜味醂粕漬」なども販売した。当時味醂という甘味料は目新しく、酒粕を使う伝統性と味醂粕を使う革新性を掛け合わせたアイデアは話題となり喜多福は大繁盛した。1887年（明治20年）に当時は田園地帯だった場所に笹島駅（後の名古屋駅）が完成すると、才吉は鉄道省と交渉して名古屋土産と称して笹島駅で守口漬の販売を始めた。『名古屋市史（産業編）』には「明治十五年以来、山田才吉は之を味醂粕漬となし、博覧会、共進会等に出品し褒賞を得益々改良を加へ、守口漬、宮重大根味醂漬、其瓜漬と称し、当市の物産となるに至り」とある。
名古屋の漬物業者のほかに、守口大根の産地であった岐阜でもこの製法および名称が伝わった結果、愛知と岐阜ぞれぞれが名産として販売した。
戦時中は、守口大根の栽培停止や酒粕、味醂粕、砂糖などの入手が困難になっていたため少ない在庫で細々と販売しているに過ぎなかったが、戦後1950年（昭和25年）に愛知県で開かれた第5回国民体育大会の開催を機会に、喜多福3代目の安藤米秋は、阿波雪漬物店の浅井藤七、大和屋の鈴木梶三郎ら守口漬製造業者および「ういろう」「きしめん」の製造業者らと共に鉄道弘済会に陳情した。その結果「国体みやげ」として名古屋駅構内での販売にこぎつけた上に、守口漬は人気商品となり名古屋名産として再び知られるようになった。
安藤米秋らは、守口漬の一層の強化を図るため、1952年（昭和27年）には守口漬の業者団体組織である「名城会」を結成した。同会は1984年（昭和59年）に「名古屋守口漬暖簾会」にした。名古屋守口漬暖簾会には12社が加盟しており、愛知と岐阜の守口大根生産者組織である岐阜愛知守口大根生産連絡協議会との間では契約が交わされ、毎年の生産数量と価格が決められている。

## 製法
収穫した守口大根を直ちに塩漬けにし、脱水した後に酒粕に何度も漬け込まれ、2年余りかけて熟成する。具体的な手順としては、1年目の秋に守口大根を収穫すると、直ちに塩漬けにして大根の水分を脱水する。その後翌年2月頃（1年目とカウントする）に下漬を行い、塩または塩に酒粕を加えた物で守口大根を漬け換える。5月頃～翌々年2月（2年目とカウントする）頃に味付と呼ばれる本漬を5・6回にわたって行う。これは塩漬けが終わった守口大根を酒粕で何度も漬け込み、塩分を抜いて大根の固い繊維を柔らかくするためである。漬け込む回数が多いほど味がまろやかになる。本漬終了後、酒粕に味醂粕を加えたもので漬ける作業（仕上漬）を行い、味を整える。
使用する酒粕の質は酒造会社や製造時期により異なるため、守口漬製造各社は酒粕の配合具合や漬け方を変え、年間を通して品質が安定するようにしている。

## 特徴
袋に入った守口漬を1回に食べる量だけ袋から取り出し､酒粕を拭き取るか､軽く洗い流した後に､お好みの形に切って食べるのが一般的である。お茶漬けや魚の粕漬けなど多彩な料理がある。
奈良漬と同様、鰻の蒲焼きとの組み合わせは定番となっている。鰻を食べた後に口に残る脂っこさを拭い去り、口をさっぱりとさせる効果がある。これは褐色物質・メラノイジンが胃の働きを活発にし胸焼けを抑えたり、脂肪の分解、ビタミンやミネラルの吸収を助けるなどの効果があるためとされている。

## 守口大根の産地
現在は愛知県扶桑町が守口大根の作付面積、生産量ともに全国1位である。かつて守口大根は岐阜県稲葉郡則武村と島村が主な産地だったが、第二次大戦が始まると作付面積は年々減少し、一時は再種圃場の6反を残して栽培が禁止されるほどになった。1950年（昭和25年）に愛知県で開かれた第5回国民体育大会を契機に守口漬の消費量が大幅に伸びると岐阜での作付面積は過去最高に達した。しかし1965年（昭和40年）に開催された岐阜国体に前後して廃川となった長良川分派川の旧河川敷が開発され公共施設の建設や宅地化、道路建設が進むと守口大根の栽培地は著しく減少した。栽培には多大な労働力も要するため敬遠する農家が増え後継者問題が深刻になった。
岐阜の守口大根の種子は門外不出で入手が困難であったが、1951年（昭和25年）に扶桑町の生産者が岐阜から種子を手に入れ栽培が始めた。翌1952年には同町で守口大根生産者組合が結成された。守口大根の生産量が着実に増え、今まで岐阜県に限られていた生産地の独占状態が崩れた。岐阜の栽培農家は伝統を堅持したい反面、将来の守口大根栽培への不安から補助事業の受け入れには消極的だったが、愛知県は地域振興事業や農業構造改善事業など積極的に補助事業を推進して産地育成に努めたため、1971年（昭和46年）以降には岐阜と愛知で作付面積および生産量が逆転した。

## 守口漬の主な製造業者

### 喜多福総本家
守口漬を考案した山田才吉が、考案の前年1881年（明治14年）に若宮神社西隣（名古屋市中区本町通沿い）に漬物・食料品雑貨店として創業した。才吉は喜多福と守口漬を皮切りに、日本缶詰、中京新報（後に名古屋新聞を経て新愛知と合併し中日新聞に）、大規模料亭（東陽館、南陽館、聚楽園、北陽館）、名古屋教育水族館、熱田電気軌道、名古屋瓦斯（現在の東邦ガス）、柳橋中央市場、日本ラインの開発など多くの企業の立ち上げに関わった。1926年（昭和元年）に、喜多福で長く番頭を務め1914年（大正13年）に暖簾分けをした安藤與吉に喜多福の屋号などを譲渡し、その後「喜多福総本家」と屋号を変更した。株式会社喜多福総本家として、5代続いたが、2021年に閉店。屋号「喜多福」として東京に暖簾分けしていた有限会社安藤与吉商店が「喜多福総本家」の屋号と事業を引き継いでいる。

### 大和屋守口漬總本家
鈴木梶三郎が創業した。梶三郎は戦前より名古屋栄で塩煎餅などの食料品雑貨を製造・販売していたが、終戦が近づくにつれて商品や原材料も手に入らなくなったことから、梶三郎は故郷の祖父江に疎開。その後、故郷で漬物会社の一員として沢庵漬などの行商を手掛けていたが、終戦になると栄に戻り漬物など多種多様な食品の取り扱いを行う「大和屋漬物舗」を始めたことに由来する。他の製造業者に先駆けてラジオCMやテレビCMなどメディア戦略を取り入れたり、いち早くナゴヤ地下街へ進出するなどして成長した。社長の梶三郎のもと番頭役として原材料の仕入れと加工を曾我米三が担った。梶三郎の死後、1961年（昭和37年）に「大和屋守口漬總本家」と社名を変更して現在に至る。

### 壽俵屋
大和屋の番頭役だった曽我米三が、大和屋から独立して1980年（昭和55年）に守口大根の栽培地である扶桑町に扶桑守口食品を立ち上げ、米三の下呂の実家で代々継承されてきた壽俵屋を屋号とした。大和屋からの独立は、漬物離れ進むことに危惧し守口漬を贈答用の漬物から大衆化させたいという米三と、従来の高級品志向と多角化を進めたい創業家である鈴木家との間に、梶三郎の死後に方向性の違いが生じたため。大和屋の味は米三自身が作り上げたものだが、独立にあたっては大和屋の味は継承せず、大和屋の高級志向と異なり大衆向けを狙った。大和屋創業者である鈴木梶三郎の次女が米三に嫁いでいる。

### 阿己雪漬物店
元は岡崎で旅館業を営んでいたが、明治初期に岡崎から名古屋へ移り広小路に漬物店を開いたことに端を発する。現在は大須に店を構える。

### 尾張屋
明治初期に太田幸太郎と長男・源一が立ち上げた山原商店が始まり。小田井の市に集められた野菜を粕漬に加工し、市場の一角で販売していたが、昭和初期に守口漬の製造を始めた。守口漬の取り扱いを始めた頃に屋号を尾張物産加工所と改めた。

## 濃尾の守口漬と河内の守口漬の違い
守口市の旧家に残る伝承によると、河内の守口漬については、豊臣秀吉が築城したばかりの大坂城と京とを往還する際に守口村で休息を取ったところ、出迎えた庄屋源兵衛が香の物を献上し、その風味を気に入った結果、その香の物を「守口漬」と名付けたと伝えられているが定かではない。
守口村は江戸時代になると宿場町として賑わうようになり、同宿の名産として野菜類を水分の多い汁粕に塩を加えた漬物を作っていた。守口の守口漬と愛知および岐阜の名産である守口漬（守口大根味醂粕漬）はたびたび混同されることがあるが、1836年（天保7年）の『四季漬物塩嘉言』には「是も大根を湯にくぐらせ、一日ひにかわかし、粕に塩を少しまぜて漬けてかるく押しておく」との記載があり、これは山田才吉が考案した守口大根味醂粕漬の漬け方とは大きく異なる。守口宿の守口漬は必ずしも守口大根だけを漬けたものではなく、守口宿にて粕汁により付けられた漬物全般を指し、守口宿にある本陣、旅籠、問屋、町役人などの限られた家々で漬けられていた。1868年（慶応4年）に征討将軍仁和寺宮嘉彰親王が大坂へ船で向かう途中に、守口宿の世話役から守口漬を二樽受け取ったという書状を最後に、守口宿の守口漬に関する史料は見つかっていない。
守口大根についても、愛知および岐阜の守口漬に使われる守口大根と、大阪の守口大根は異なる。由来は諸説あるが、大阪の場合は江戸時代から天満宮付近で栽培されていた宮前大根などが守口漬に利用された結果、守口大根と呼ばれるようになったと言われている。この宮前大根などを元にした守口大根は、明治になると市街化の進展や淀川の改修などで産地が消滅してしまい、現在では確認することができない。
一方、美濃国の長良川沿いの地域（現在の岐阜県岐阜市）でも、江戸時代からすでに「ホソリ大根」や「美濃干大根」などといわれる細長い大根が栽培されており、切干し大根などに利用されていた。明治になるとこの美濃干大根が山田才吉により守口漬に利用されたため、この美濃干大根もいつのまにか守口大根と呼ばれるようになった。現在濃尾平野で栽培されている守口大根は美濃干大根が品種改良されたものである。

## 甲南漬
神戸市東灘区の高嶋酒類食品株式会社が、灘の酒造メーカーの酒粕を使用して製造している漬物である。岐阜県と愛知県の長良川流域で収穫される守口大根を使用したものが主で、その他には徳島県産の瓜、和歌山県産と淡路島産の小スイカを使用した物もある。